# Tas-Chajachtach
Tas-Chajachtach (ros. Тас-Хаяхтах) – pasmo górskie w Rosji (Jakucja). Północno-środkowa część głównej grani Gór Czerskiego. 
Od południa graniczy w głównej grani z pasmem Czemałginskij chriebiet, a od północy z pasmem Chadaranja, który niekiedy jest uznawany za część Tas-Chajachtach. Pasmo stanowi dział wodny między zlewiskami rzek Jana i Indygirka. Długość pasma około 120 km, wysokość do 2574 m n.p.m.
Pasmo zbudowane z mułowców, iłowców i granitów. Wypiętrzone w czasie orogenezy alpejskiej.
Roślinność strefowa. W niższych partiach gór tajga modrzewiowa, wyżej karłowate limby i tundra górska.